# 戈羅布齊
49°23′57″N 34°9′27″E / 49.39917°N 34.15750°E
戈羅布齊（烏克蘭語：Горобці），是烏克蘭中部的村莊，隸屬波爾塔瓦州的波爾塔瓦區。該村距離大科貝利亞喬克0.5公里，面積1.08平方公里，海拔高度102米，2001年人口133。